# تورستين ليبيركنيخت
تورستين ليبيركنيخت (بالألمانية: Torsten Lieberknecht)‏ (1 أغسطس 1973 بباد دوركهايم في ألمانيا - ) هو مدرب كرة قدم ولاعب كرة قدم ألماني في مركز الوسط. شارك مع منتخب ألمانيا تحت 19 سنة لكرة القدم ومنتخب ألمانيا تحت 21 سنة لكرة القدم. أما مع النوادي، فقد لعب مع آينتراخت براونشفايغ وفالدهوف مانهايم وماينتس 05 ونادي ساربروكن ونادي كايزرسلاوترن.

## روابط خارجية
- تورستين ليبيركنيخت على موقع قاعدة بيانات كرة القدم.إي يو (الإنجليزية)
- تورستين ليبيركنيخت على موقع بيانات كرة القدم. دي إي (الألمانية)
- تورستين ليبيركنيخت على موقع عالم كرة القدم.نت (الإنجليزية)